# 貞保親王
貞保親王（さだやすしんのう）は、平安時代前期から中期にかけての皇族。清和天皇の第四皇子で、陽成天皇の同母弟。

## 経歴
貞観15年（873年）親王宣下。陽成朝の元慶2年（878年）飛香舎にて、蒙求をはじめて講読し、侍読は橘広相が務める。元慶6年（882年）同母兄の陽成天皇と同時に元服して三品に叙せられ、上野太守に任ぜられた。元慶8年（884年）陽成天皇が廃位された際、同母弟として皇嗣に推戴されるべき立場にあったが、陽成天皇の乱行に懲りた伯父の関白・藤原基経が身内の者を避けたため、貞保の即位は実現しなかった。
宇多朝の寛平3年（891年）母・藤原高子の五十賀では屏風を奉っている。その後、中務卿・式部卿・兵部卿を歴任し、二品に至る。
延長2年（924年）6月19日薨去。享年55。最終官位は二品式部卿。近衛南東洞院東にあった南宮あるいは東一条第と呼ばれた邸宅は後に藤原忠平に渡り、花山院として整備された。

## 人物
古部春近（またはその祖父・戸部吉延）に習った笛、父の清和天皇から伝えられた琵琶のほか、和琴・尺八などをよくした。笛は管絃長者・天下無比の名手と称されるほどであり、「衆芸の人」で、肩を並べる者なしと評された。中でも横笛を本として、穴貴という高名な笛を吹き、その音色は上霧（うわきり）と称されたというが、穴貴は袖の雪を払う際に折れてしまったという。
延喜11年（911年）から延喜20年（920年）にかけては勅命によって笛の伝授を行う。延喜20年（920年）、延喜21年（921年）にはさらに琵琶秘手の伝授を行った。この頃、『新撰横笛譜』『南宮琵琶譜』などを撰進し、後世の楽人たちに重視された。また、長く日本での演奏が絶えていた幻の名曲、『王昭君』を復活させ、その尺八の譜を横笛の譜にうつしたという。
一方で容姿に優れ、その美貌に惹かれた女性の中には、袖に蛍を包んで燃える思いを表した者もいたという。

## 官歴
注記のないものは『日本三代実録』による。
- 貞観15年（873年）4月21日：親王宣下
- 元慶6年（882年）正月2日：元服、三品。4月28日：上野太守
- 仁和2年（886年）6月26日：右相撲司別当
- 時期不詳：二品。式部卿[17]
- 延長2年（924年）6月19日：薨去（二品式部卿）[18]

## 系譜
注記のないものは『尊卑分脈』による。
- 父：清和天皇
- 母：藤原高子（藤原長良の娘）
- 妻：嵯峨天皇第4子・惟康親王の娘[19]
  - 男子：目宮王[19] - 子孫を滋野氏とする系図がある
- 生母不詳の子女
  - 男子：源国忠
  - 男子：源国珍
  - 男子：源基渕 - 子孫は海野氏や真田氏というが確証はない[要出典]。